# Episodi di Gunsmoke (prima stagione)
La prima stagione della serie televisiva Gunsmoke è andata in onda negli Stati Uniti dal 10 settembre 1955 al 25 agosto 1956 sulla CBS.
| nº | Titolo originale           | Prima TV USA      | Titolo italiano | Prima TV Italia |
| -- | -------------------------- | ----------------- | --------------- | --------------- |
| 1  | Matt Gets It               | 10 settembre 1955 |                 |                 |
| 2  | Hot Spell                  | 17 settembre 1955 |                 |                 |
| 3  | Word of Honor              | 1º ottobre 1955   |                 |                 |
| 4  | Home Surgery               | 8 ottobre 1955    |                 |                 |
| 5  | Obie Tater                 | 15 ottobre 1955   |                 |                 |
| 6  | Night Incident             | 29 ottobre 1955   |                 |                 |
| 7  | Smoking Out the Nolans     | 5 novembre 1955   |                 |                 |
| 8  | Kite's Reward              | 12 novembre 1955  |                 |                 |
| 9  | The Hunter                 | 26 novembre 1955  |                 |                 |
| 10 | The Queue                  | 3 dicembre 1955   |                 |                 |
| 11 | General Parcley Smith      | 10 dicembre 1955  |                 |                 |
| 12 | Magnus                     | 24 dicembre 1955  |                 |                 |
| 13 | Reed Survives              | 31 dicembre 1955  |                 |                 |
| 14 | Professor Lute Bone        | 7 gennaio 1956    |                 |                 |
| 15 | No Handcuffs               | 21 gennaio 1956   |                 |                 |
| 16 | Reward for Matt            | 28 gennaio 1956   |                 |                 |
| 17 | Robin Hood                 | 4 febbraio 1956   |                 |                 |
| 18 | Yorky                      | 18 febbraio 1956  |                 |                 |
| 19 | 20-20                      | 25 febbraio 1956  |                 |                 |
| 20 | Reunion '78                | 3 marzo 1956      |                 |                 |
| 21 | Helping Hand               | 17 marzo 1956     |                 |                 |
| 22 | Tap Day for Kitty          | 24 marzo 1956     |                 |                 |
| 23 | Indian Scout               | 31 marzo 1956     |                 |                 |
| 24 | The Pest Hole              | 14 aprile 1956    |                 |                 |
| 25 | The Big Broad              | 28 aprile 1956    |                 |                 |
| 26 | Hack Prine                 | 12 maggio 1956    |                 |                 |
| 27 | Cooter                     | 19 maggio 1956    |                 |                 |
| 28 | The Killer                 | 26 maggio 1956    |                 |                 |
| 29 | Doc's Revenge              | 9 giugno 1956     |                 |                 |
| 30 | The Preacher               | 16 giugno 1956    |                 |                 |
| 31 | How to Die for Nothing     | 23 giugno 1956    |                 |                 |
| 32 | Dutch George               | 30 giugno 1956    |                 |                 |
| 33 | Prairie Happy              | 7 luglio 1956     |                 |                 |
| 34 | Chester's Mail Order Bride | 14 luglio 1956    |                 |                 |
| 35 | The Guitar                 | 21 luglio 1956    |                 |                 |
| 36 | Cara                       | 28 luglio 1956    |                 |                 |
| 37 | Mr. and Mrs. Amber         | 4 agosto 1956     |                 |                 |
| 38 | Unmarked Grave             | 18 agosto 1956    |                 |                 |
| 39 | Alarm at Pleasant Valley   | 25 agosto 1956    |                 |                 |

## Matt Gets It
- Prima televisiva: 10 settembre 1955
- Diretto da: Charles Marquis Warren
- Soggetto di: John Meston

### Trama
- Guest star: Malcolm Atterbury (Bird), Robert Anderson (Jim Hill), Paul Richards (Dan Grat), Howard Culver (Howie Uzzell), John Wayne (se stesso)

## Hot Spell
- Prima televisiva: 17 settembre 1955
- Diretto da: Charles Marquis Warren
- Scritto da: E. Jack Neuman

### Trama
- Guest star: John Dehner (Cope Borden), James Westerfield (Rance Bradley), Marvin Bryan (Jason Bradley)

## Word of Honor
- Prima televisiva: 1º ottobre 1955
- Diretto da: Charles Marquis Warren
- Soggetto di: John Meston

### Trama
- Guest star: Dick Paxton (Rudy), Claude Akins (Harry), Thom Carney (Jack), Robert Middleton (Jake Worth), Ray Boyle (Jeff Worth)

## Home Surgery
- Prima televisiva: 8 ottobre 1955
- Diretto da: Charles Marquis Warren
- Scritto da: John Meston

### Trama
- Guest star: Wright King (Ben Walling), Gloria Talbott (Holly Hawtree), Joe De Santis (Mr. Hawtree)

## Obie Tater
- Prima televisiva: 15 ottobre 1955
- Diretto da: Charles Marquis Warren
- Soggetto di: John Meston

### Trama
- Guest star: Jon Shepodd (Mitch), Royal Dano (Obie Tater), Kathy Adams (Ella), Pat Conway (Quade), Bert Rumsey (barista)

## Night Incident
- Prima televisiva: 29 ottobre 1955
- Diretto da: Charles Marquis Warren
- Scritto da: Charles Marquis Warren

### Trama
- Guest star: Peter Votrian (Timmy Wyatt), Anne Warren (White Fawn), Robert Foulk (Mr. Hinton), Amzie Strickland (Mrs. Hinton), Jeanne Bates (Mrs. Wyatt), Lou Vernon (Cal Ross), Lance Warren (Maggie)

## Smoking Out the Nolans
- Prima televisiva: 5 novembre 1955
- Diretto da: Charles Marquis Warren
- Soggetto di: John Meston

### Trama
- Guest star: John Larch (Clay), Ainslie Pryor (Josh Nolan), Jeanne Bates (Mrs. Nolan), Edward Platt (Mr. Burgess)

## Kite's Reward
- Prima televisiva: 12 novembre 1955
- Diretto da: Charles Marquis Warren
- Scritto da: John Meston

### Trama
- Guest star: George Selk (Moss Grimmick), Herbert Lytton (Jake Crowell), Adam Kennedy (Andy Travers), Chris Alcaide (Barnes), James Griffith (Joe Kite), Jon Locke (Beecher)

## The Hunter
- Prima televisiva: 26 novembre 1955
- Diretto da: Charles Marquis Warren
- Scritto da: John Dunkel

### Trama
- Guest star: Peter Whitney (Jase Murdock), Lou Vernon (Cal Ross), Richard Gilden (Golden Calf), Robert Keene (Dude)

## The Queue
- Prima televisiva: 3 dicembre 1955
- Diretto da: Charles Marquis Warren
- Scritto da: John Meston

### Trama
- Guest star: Keye Luke (Chen), Sebastian Cabot (Ed Bailey), Robert Gist (Rabb), Devlin Mccarthy (Howard)

## General Parcley Smith
- Prima televisiva: 10 dicembre 1955
- Diretto da: Charles Marquis Warren
- Scritto da: John Meston

### Trama
- Guest star: Raymond Bailey (Parcley Smith), John Alderson (Ed Nash), James O'Rear (Drew Holt), Wilfred Knapp (Mr. Botkin)

## Magnus
- Prima televisiva: 24 dicembre 1955
- Diretto da: Charles Marquis Warren
- Scritto da: John Meston

### Trama
- Guest star: Robert Easton (Magnus Goode), James Anderson (Lucifer Jones), Than Wyenn (commerciante), Dorothy Schuyler (Olive), Tim Graham (cowboy)

## Reed Survives
- Prima televisiva: 31 dicembre 1955
- Diretto da: Charles Marquis Warren
- Scritto da: Les Crutchfield

### Trama
- Guest star: Lola Albright (Lucy Hunt), John Carradine (Ephraim Hunt), James Drury (Booth Rider), Virginia Chapman (Gypsy)

## Professor Lute Bone
- Prima televisiva: 7 gennaio 1956
- Diretto da: Charles Marquis Warren
- Soggetto di: John Meston

### Trama
- Guest star: John Abbott (professore Lute Bone), Jester Hairston (Wellington), Sally Corner (Mrs. Broder), Gloria Castillo (Mrs. Ringle), Strother Martin (Mr. Stooler), Don Gardner (Mr. Ringle)

## No Handcuffs
- Prima televisiva: 21 gennaio 1956
- Diretto da: Charles Marquis Warren
- Scritto da: John Meston

### Trama
- Guest star: Cyril Delevanti (Turnkey), Vic Perrin (Hank Springer), Herbert Lytton (Hunter), Charles H. Gray (sceriffo), Mort Mills (Brake), Marjorie Owens (donna)

## Reward for Matt
- Prima televisiva: 28 gennaio 1956
- Diretto da: Charles Marquis Warren
- Soggetto di: John Meston

### Trama
- Guest star: Paul Newlan (Jeremy Stoner), Val Dufour (Day Barnett), Jean Inness (Mrs. Reeves), Helen Wallace (Mrs. Stoner), John G. Lee (giovane coltivatore)

## Robin Hood
- Prima televisiva: 4 febbraio 1956
- Diretto da: Charles Marquis Warren
- Soggetto di: John Meston

### Trama
- Guest star: James McCallion (Vince Butler), Barry Atwater (Mr. Bowen), Wilfred Knapp (Mr. Botkin), William Hopper (John Henry Jordan), Nora Marlowe (Mrs. Bowen), S. John Launer (giudice)

## Yorky
- Prima televisiva: 18 febbraio 1956
- Diretto da: Charles Marquis Warren
- Soggetto di: John Meston

### Trama
- Guest star: Dennis Cross (Tom Brandt), Malcolm Atterbury (Mr. Seldon), Mary Gregory (Mrs. Seldon), Jeffrey Silver (Yorky), Howard Petrie (Abe Brandt)

## 20-20
- Prima televisiva: 25 febbraio 1956
- Diretto da: Charles Marquis Warren
- Soggetto di: John Meston

### Trama
- Guest star: George Selk (Moss Grimmick), Pitt Herbert (commerciante), Martin Kingsley (Lee Polen), Wilton Graff (Troy Carver)

## Reunion '78
- Prima televisiva: 3 marzo 1956
- Diretto da: Charles Marquis Warren
- Scritto da: Harold Swanton

### Trama
- Guest star: Maurice Manson (Andy Culley), Val Dufour (Jerry Shand), Joseph V. Perry (Witness), Marion Brash (Belle Archer), Mason Curry (Marty)

## Helping Hand
- Prima televisiva: 17 marzo 1956
- Diretto da: Charles Marquis Warren
- Soggetto di: John Meston

### Trama
- Guest star: Brett Halsey (Steve Esler), James Nusser (Wilkins), Russell Thorson (Emmett Bowers), K. L. Smith (Bill Pence), Michael Granger (Hander)

## Tap Day for Kitty
- Prima televisiva: 24 marzo 1956
- Diretto da: Charles Marquis Warren
- Soggetto di: John Meston

### Trama
- Guest star: Mary Adams (Nettie), Evelyn Scott (Olive), Charlene Brooks (Blossom), John Patrick (Jonas), John Dehner (Nip Cullers), George Selk (Moss Grimmick), Dorothy Schuyler (Kate)

## Indian Scout
- Prima televisiva: 31 marzo 1956
- Diretto da: Charles Marquis Warren
- Scritto da: John Dunkel

### Trama
- Guest star: DeForest Kelley (Will Bailey), Eduard Franz (Amos Cartwright), William Vaughn (Mr. Twitchell), Pat Hogan (Buffalo Tounge), Tommy Hart (Clay)

## The Pest Hole
- Prima televisiva: 14 aprile 1956
- Diretto da: Charles Marquis Warren
- Scritto da: David Victor, Herbert Little, Jr.

### Trama
- Guest star: Norbert Schiller (Franz Betzer), Evelyn Scott (Olive), Gordon Mills (Burkleman), Phil Rich (cittadino), Howard McNear (Mr. Bradley), Howard Culver (Mr. Hannah), Patrick O'Moore (Matthews), Lisa Golm (Mrs. Saur)

## The Big Broad
- Prima televisiva: 28 aprile 1956
- Diretto da: Charles Marquis Warren
- Soggetto di: John Meston

### Trama
- Guest star: Joel Ashley (Nate Bannister), Howard Culver (impiegato dell'hotel), Terry Becker (Emmett Fitzgerald), Dee J. Thompson (Lena Wave), Heinie Brock (commesso viaggiatore)

## Hack Prine
- Prima televisiva: 12 maggio 1956
- Diretto da: Charles Marquis Warren
- Scritto da: John Meston, Herbert Little, Jr.

### Trama
- Guest star: Leo Gordon (Hack Pine), Hal Baylor (Lee Trimble), George D. Wallace (Dolph Trimble), Wally Cassell (Oley)

## Cooter
- Prima televisiva: 19 maggio 1956
- Diretto da: Robert Stevenson
- Soggetto di: John Meston

### Trama
- Guest star: Robert Vaughn (Kid), Strother Martin (Cooter), Brett King (Pate), Vinton Hayworth (Sissell)

## The Killer
- Prima televisiva: 26 maggio 1956
- Diretto da: Robert Stevenson
- Soggetto di: John Meston

### Trama
- Guest star: Dabbs Greer (Jonas), James Nusser (uomo), Charles Bronson (Crego), David Chapman (Jesse Hill)

## Doc's Revenge
- Prima televisiva: 9 giugno 1956
- Diretto da: Ted Post
- Soggetto di: John Dunkel

### Trama
- Guest star: Ainslie Pryor (George Maddow), Chris Alcaide (Clem Maddow), Harry Bartell (Ben Bartlett), Bert Rumsey (barista)

## The Preacher
- Prima televisiva: 16 giugno 1956
- Diretto da: Robert Stevenson
- Soggetto di: John Meston

### Trama
- Guest star: Royal Dano (Seth Tandy), Chuck Connors (Sam Keeler), Jim Hyland (conducente della diligenza), Paul Dubov (Humbert)

## How to Die for Nothing
- Prima televisiva: 23 giugno 1956
- Diretto da: Ted Post
- Soggetto di: John Meston

### Trama
- Guest star: Mort Mills (Rev. Bulow), James Nolan (Zach), Lawrence Dobkin (Will Jacklin), Maurice Manson (Reisling), Herbert Lytton (forestiero), Bill White (Ned Bulow)

## Dutch George
- Prima televisiva: 30 giugno 1956
- Diretto da: Robert Stevenson
- Soggetto di: John Meston

### Trama
- Guest star: Robert Middleton (Dutch Uncle), Tom Pittman (Jimmy McQueen)

## Prairie Happy
- Prima televisiva: 7 luglio 1956
- Diretto da: Ted Post
- Soggetto di: John Meston

### Trama
- Guest star: John Holland (Danvers), Bruce Holland (ragazzo), Wilfred Knapp (Mr. Botkin), Robert Ellenstein (Tewksbury), Anne Barton (Quiet One), Dabbs Greer (Jonas), Bert Rumsey (barista), Roy Engel (cittadino), Tyler McVey (padre)

## Chester's Mail Order Bride
- Prima televisiva: 14 luglio 1956
- Diretto da: Robert Stevenson
- Soggetto di: David Victor, Herbert Little, Jr.

### Trama
- Guest star: William Hamel (cliente), Joel Ashley (Linus), Russell Thorson (Brady), Mary Carver (Ann Smithwright), Bert Rumsey (barista), Fred Carson (Buffalo Hunter)

## The Guitar
- Prima televisiva: 21 luglio 1956
- Diretto da: Harry Horner
- Soggetto di: John Meston

### Trama
- Guest star: Jacques Aubuchon (Augie Short), Bert Rumsey (barista), Bill Hall (Tom), Aaron Spelling (Weed Pindle), Duane Grey (Delmar), Joseph Mell (Bill Pence), Charles H. Gray (Tyler)

## Cara
- Prima televisiva: 28 luglio 1956
- Diretto da: Robert Stevenson
- Soggetto di: John Meston

### Trama
- Guest star: Jorja Curtright (Cara), Howard Culver (Howie Uzzell), Douglas Odney (Tolliver), Charles Webster (sceriffo Benson), Wilfred Knapp (Mr. Botkin)

## Mr. and Mrs. Amber
- Prima televisiva: 4 agosto 1956
- Diretto da: Ted Post
- Soggetto di: John Meston

### Trama
- Guest star: Ainslie Pryor (Peak Fletcher), Bing Russell (Simon Fletcher), Paul Richards (Neil Amber), Dabbs Greer (Jonas), Gloria McGehee (Sarah Amber)

## Unmarked Grave
- Prima televisiva: 18 agosto 1956
- Diretto da: Ted Post
- Scritto da: David Victor, Herbert Little, Jr.

### Trama
- Guest star: Ron Hagerthy (Rusty), William Hopper (Tasker Sloan), Than Wyenn (sceriffo Darcy), Joe Scudero (Munro), Helen Kleeb (Mrs. Randolph), Bert Rumsey (barista), Boyd Stockman (conducente della diligenza)

## Alarm at Pleasant Valley
- Prima televisiva: 25 agosto 1956
- Diretto da: Ted Post
- Scritto da: John Dunkel

### Trama
- Guest star: Lew Brown (Sam Fraser), Dan Blocker (tenente), Dorothy Schuyler (Alice Fraser), Helen Wallace (Ma Fraser), Bill White (Tad Fraser)